# Télésiège de Vianden
Le télésiège de Vianden, ou téléphérique de Vianden, est une remontée mécanique située à Vianden au Luxembourg. Unique installation de ce type dans le pays, il s'agit d'un télésiège fixe 2 places (TSF2) à but touristique reliant la rue du Sanatorium à la colline surplombant la ville.
Inaugurée le 2 juillet 1955, l'installation a été rénovée en 2006.

## Situation
Ce télésiège biplace, unique au Luxembourg, est situé à Vianden, une ancienne cité médiévale dans le Nord-Est du pays, à 48 km par la route depuis Luxembourg, tandis qu'un arrêt de bus du RGTR est situé au niveau de la station aval. La station basse est implantée à proximité du centre ville à 220 mètres d'altitude. La station haute dessert une des collines entourant la ville à 440 mètre d'altitude et offre un panorama spectaculaire sur le château de Vianden et sur toute la région.

## Histoire
| Images externes                    |           |
| Photos anciennes de l'installation |           |
|                                    | 2004      |
|                                    | Non datée |

Le télésiège est inauguré le 2 juillet 1955. En 1998, la Chambre des députés vote pour le réaménagement du télésiège, qui a été complètement rénové en 2006 pour un coût de 400 000 euros.
Ce télésiège a été le seul transport par câble ouvert au public du pays jusqu'à l'ouverture du funiculaire Pfaffenthal-Kirchberg en 2017. D'autres installations ont été utilisées dans le sud du pays pour le transport du minerais, en majorité de fer. Un autre télésiège a été envisagé à la fin des années 1940 pour relier Diekirch au Herrenberg mais la création de la caserne militaire met un terme au projet.

## Caractéristiques
Le parcours de ce télésiège fixe 2 places (ou TSF2) comprend 11 pylônes en acier non peint et sa longueur est de 430 mètres. La vitesse d'exploitation est de 1,5 m/s (5,4 km/h) pour un temps de trajet de 7 minutes. La gare aval, située rue du Sanatorium (Chemin repris 344) est recouverte d'un kiosque en bois est celle où se situe les installations motrices, en sous-sol, est suivie d'une première section relativement plate au dessus de l'Our et de la rue du Vieux Marché (Route nationale 10) puis un pylône de compression permet à l'installation de basculer sur sa section la plus raide permettant de rejoindre la station amont, celle où la tension du câble est effectuée ; pour les voyageurs, une buvette l'accompagne.
L'installation dispose de 46 nacelles non-débrayables (télésiège fixe), dont 44 à deux places et deux pour le transport de vélos.
Un groupe électrogène est disponible en cas de panne d'électricité. Les équipements actuels datent de la rénovation de 2006 effectuée par la société suisse Bartholet Maschinenbau (de) (BMF). L'installation d'origine, caractérisée par ses pylônes verts et ses nacelles jaunes, a été construite par la société allemande J. Pohlig,.
Le télésiège fonctionne tous les après-midis de pâques à mi-octobre (sauf en cas d'intempéries).

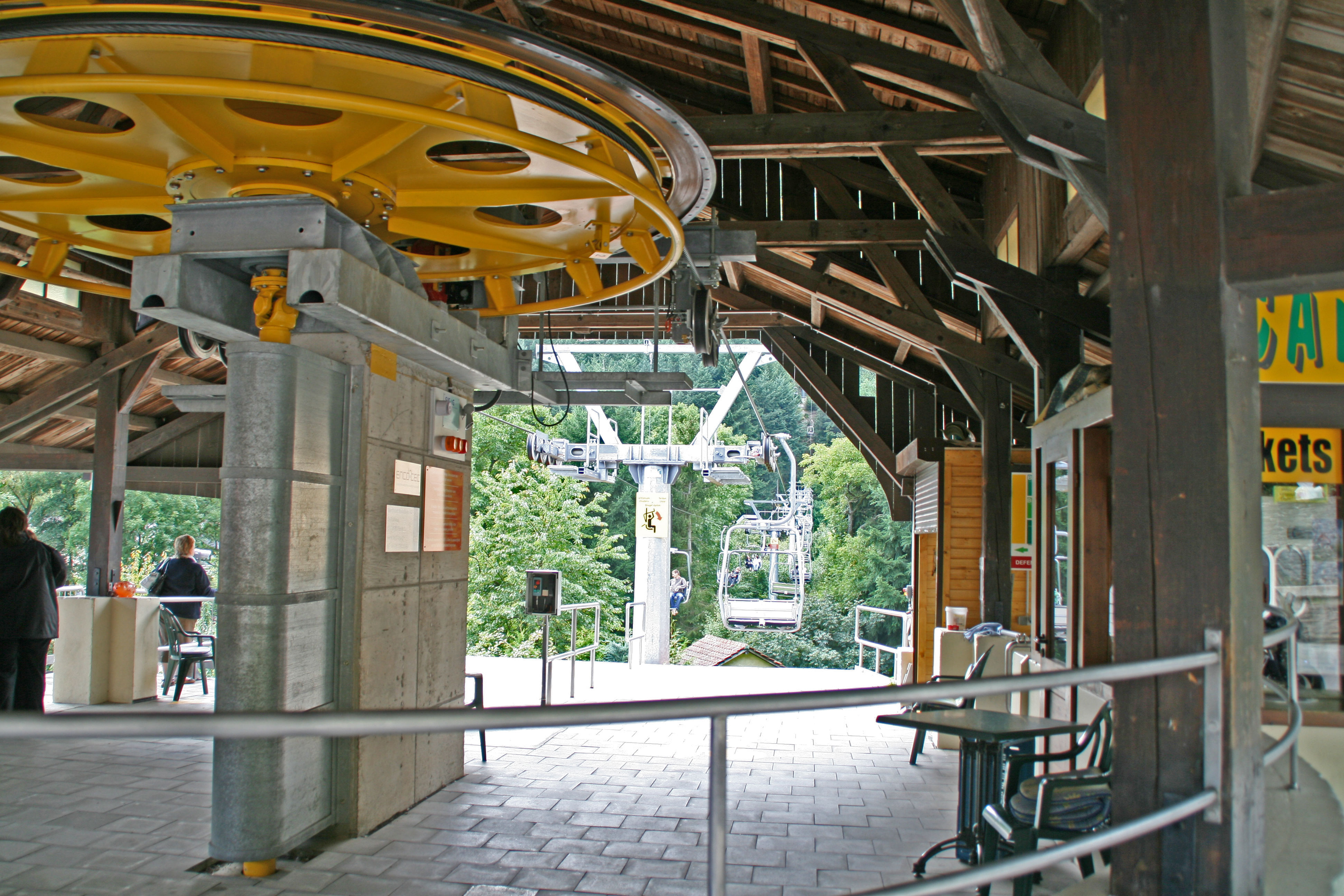
La gare aval, la machinerie est sous la dalle.
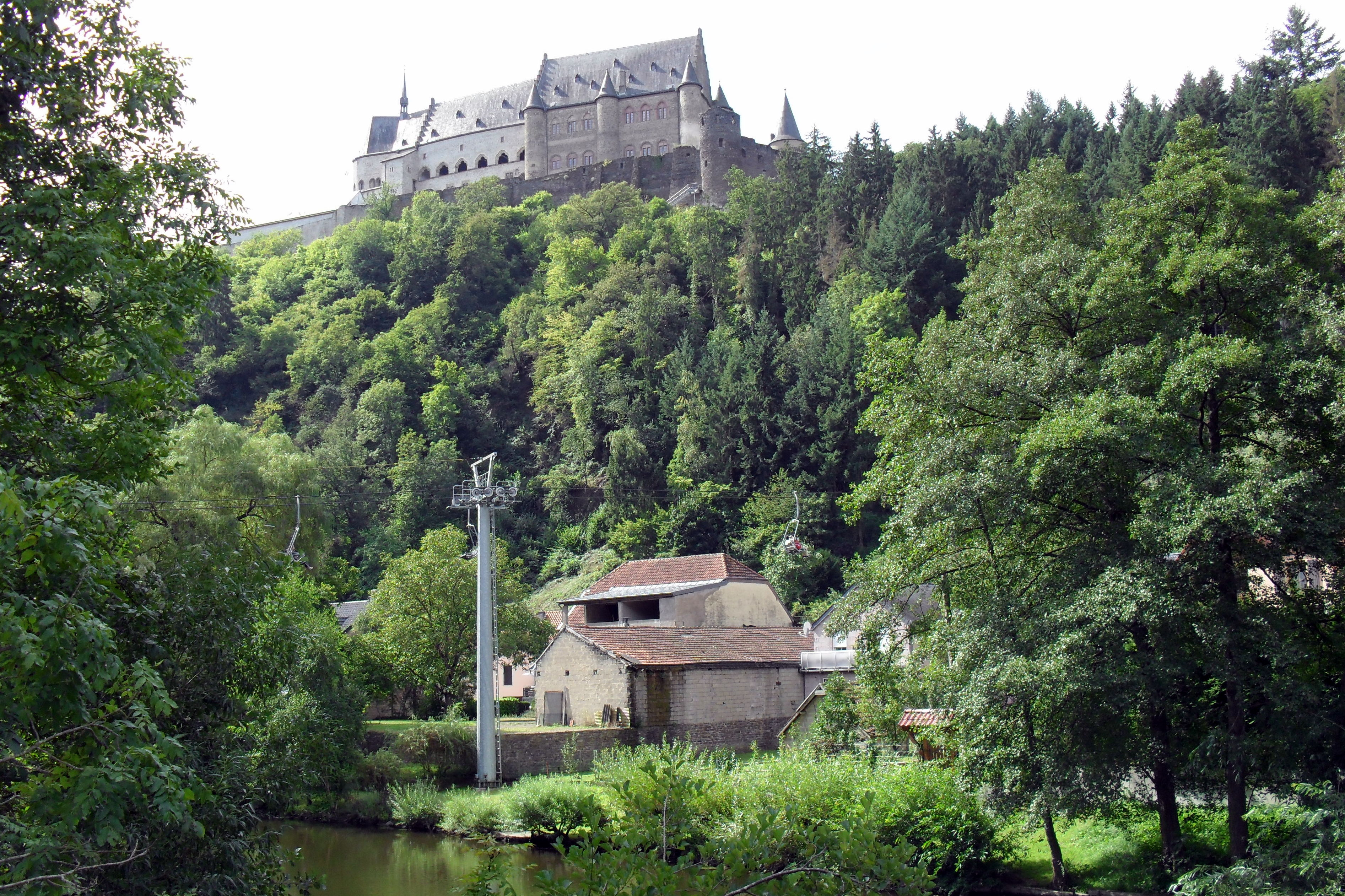
Passage au-dessus de l'Our et vue sur le château.
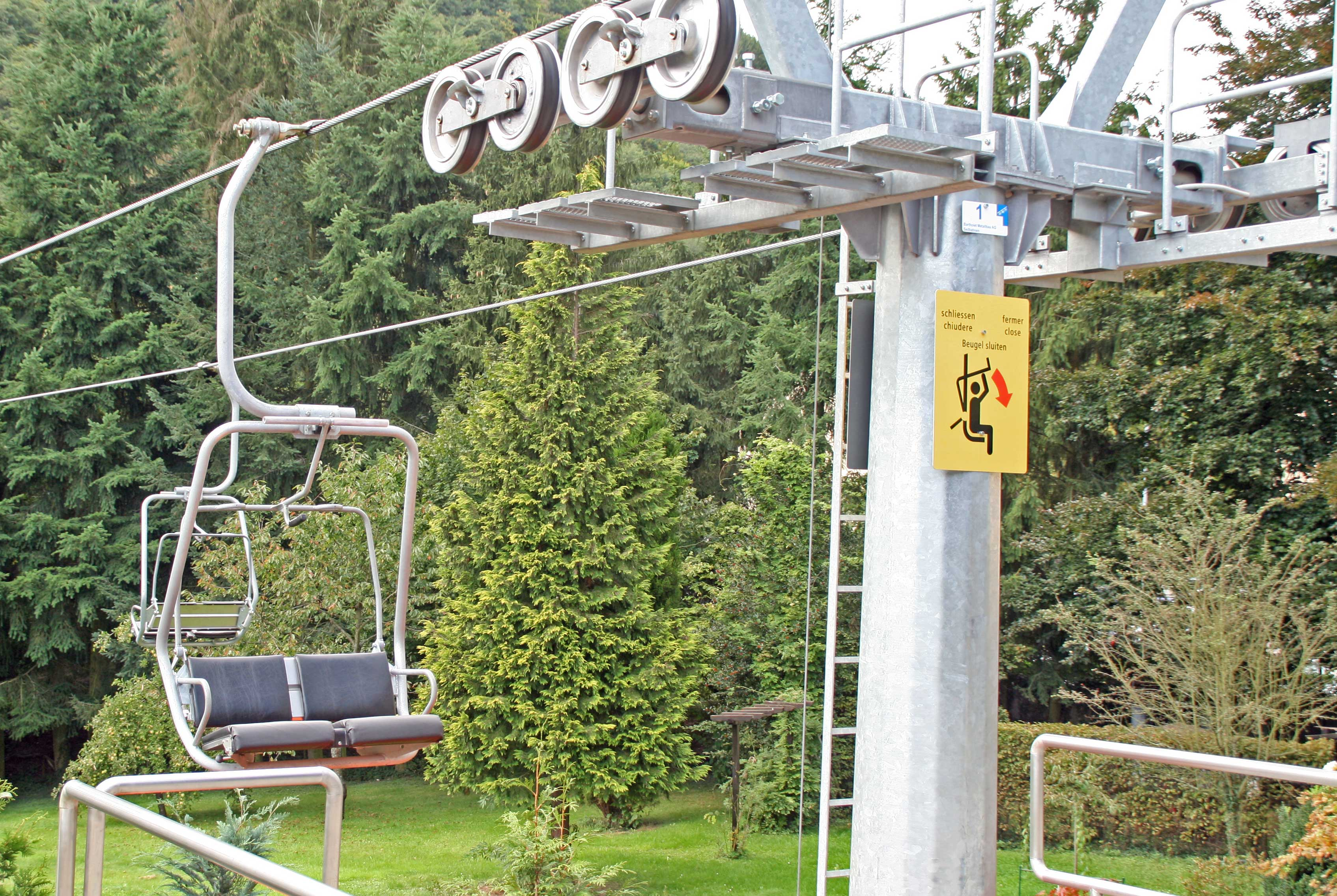
Une nacelle et le pylône no 1.
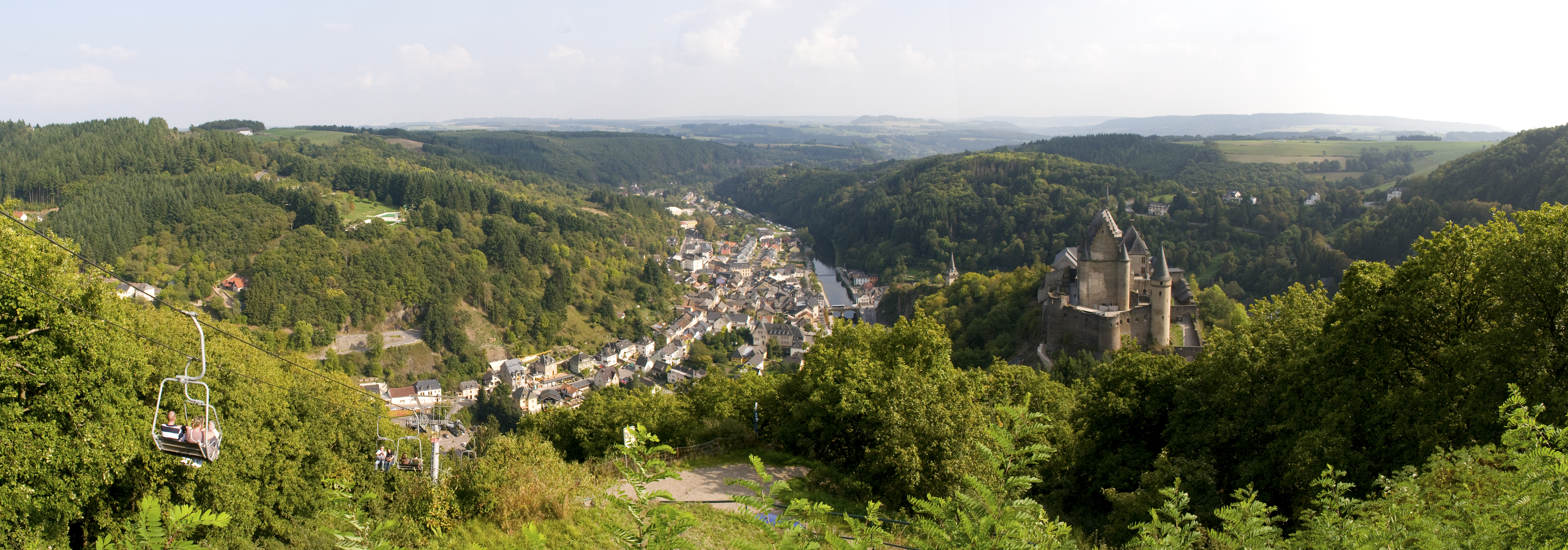
Vue de Vianden depuis la gare amont avec, à droite, son château.

## Tarification
En 2025, l'aller-retour coûte 9 euros et l'aller simple 6,50 euros pour un adulte, des tarifs réduits existent pour les enfants.
Le télésiège est la principale source de revenus touristiques de Vianden, avec un chiffre d'affaires de 530 000 euros en 2022.

## Fréquentation
La fréquentation est tributaire de la météo et va de 50 000 à 95 000 voyageurs sur l'ensemble de la saison d'exploitation.

## Incidents
En mars 2021, un ouvrier assurant la maintenance se blesse après la chute d'une dizaine de mètres d'une nacelle sur la rue du Vieux-Marché.